# Musca callvea
Musca callvea este o specie de muște din genul Musca, familia Muscidae, descrisă de Walker în anul 1849. Conform Catalogue of Life specia Musca callvea nu are subspecii cunoscute.